# Taxen (telefon)

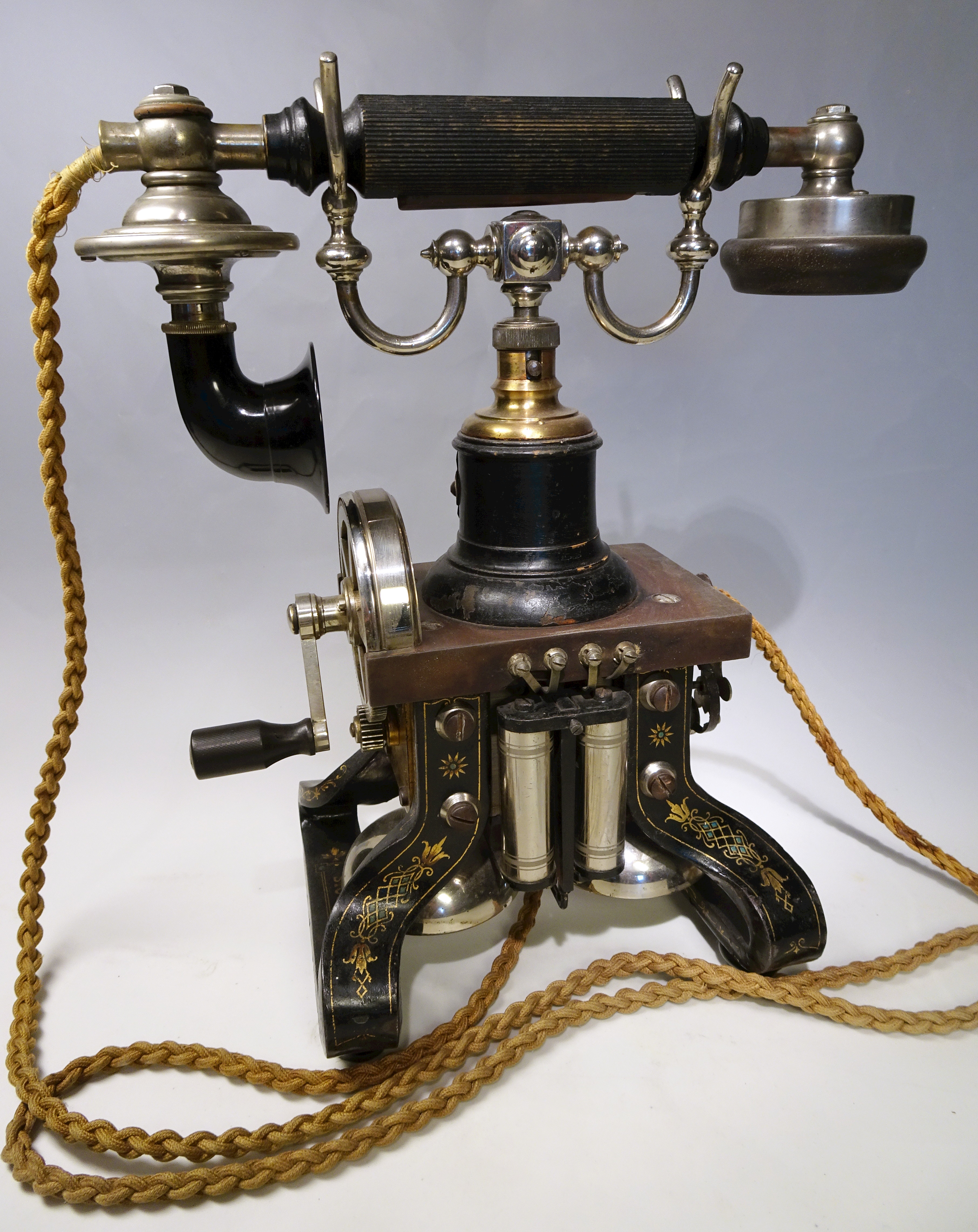
Ericssons telefonapparat "taxen", 1892

L.M. Ericssons så kallade "skelettapparat" från 1892, för sitt utseende även kallad taxen, var världens första bordstelefon med handmikrotelefon, det vill säga hörtelefon och mikrofondel i en enhet. Handmikrotelefonen kom senare att kallas telefonlur eller enbart lur. 
Telefonen är 30 cm hög, 28 cm bred, 14 cm djup och väger 5 kg, den tillverkades ända in på 1930-talet i över två miljoner exemplar.

## Historik
Bordstelefoner fanns redan i slutet på 1870-talet på marknaden, bl.a. en fransk modell från 1879. Den första svenska bordstelefonen tillverkades av L.M. Ericsson 1881 och var i så kallat piedestal-utförande. Föregångaren till ”taxen” kom 1884, den hade ett funktionellt, kompakt utförande. Induktionsmagneterna var dubbelkrökta och tjänade som benställningar, även den typiska handveven fanns redan. Likt ”taxen” var telefonen rikt smyckad med detaljer i mässing och förnickling, benställningens magnetstål var svartlackat och bar ornamentdekaler i guldfärg, men telefonen hade fortfarande en lös hörtelefon och en i telefonen integrerad, svängbar mikrofon.
År 1892 kom nästa steg i utvecklingen, nämligen att sammanbygga mikrofon och hörtelefon till en enhet som vilar i en klyka. Visserligen hade sådana handmikrotelefoner redan funnits under en tid hos telefonister i telefonväxlar, men nu användes denna konstruktion för första gången i världen tillsammans med en bordstelefon. Ericssons skelettapparat, officiella beteckningen Nr 375/AC 110GPO No 16,  blev en omedelbar nationell och internationell framgång. ”Taxen” som ritning inkorporerades 1894 i Ericssons första inregistrerade varumärke.
Ericssons skelettapparat fick genom sitt ovanliga utseende många smeknamn, utöver ”taxen” i Sverige, exempelvis ”symaskinen” i Danmark, ”Eiffeltornet” i USA och Norge, ”The skeleton type” i Storbritannien, ”Il Ragno” (spindeln) i Italien och ”Skelettapparat” i Tyskland. För den ryska tsaren Nikolaj II och hans familj tillverkade Ericsson en specialutgåva (upplaga 10 st.) i början av 1900-talet. Modellen hade detaljer i guld och elfenben och sladden var flätad i de ryska färgerna, vitt, blått och rött. Ett av de kvarvarande exemplaren finns på Tekniska Museet i Stockholm.

## Bildgalleri

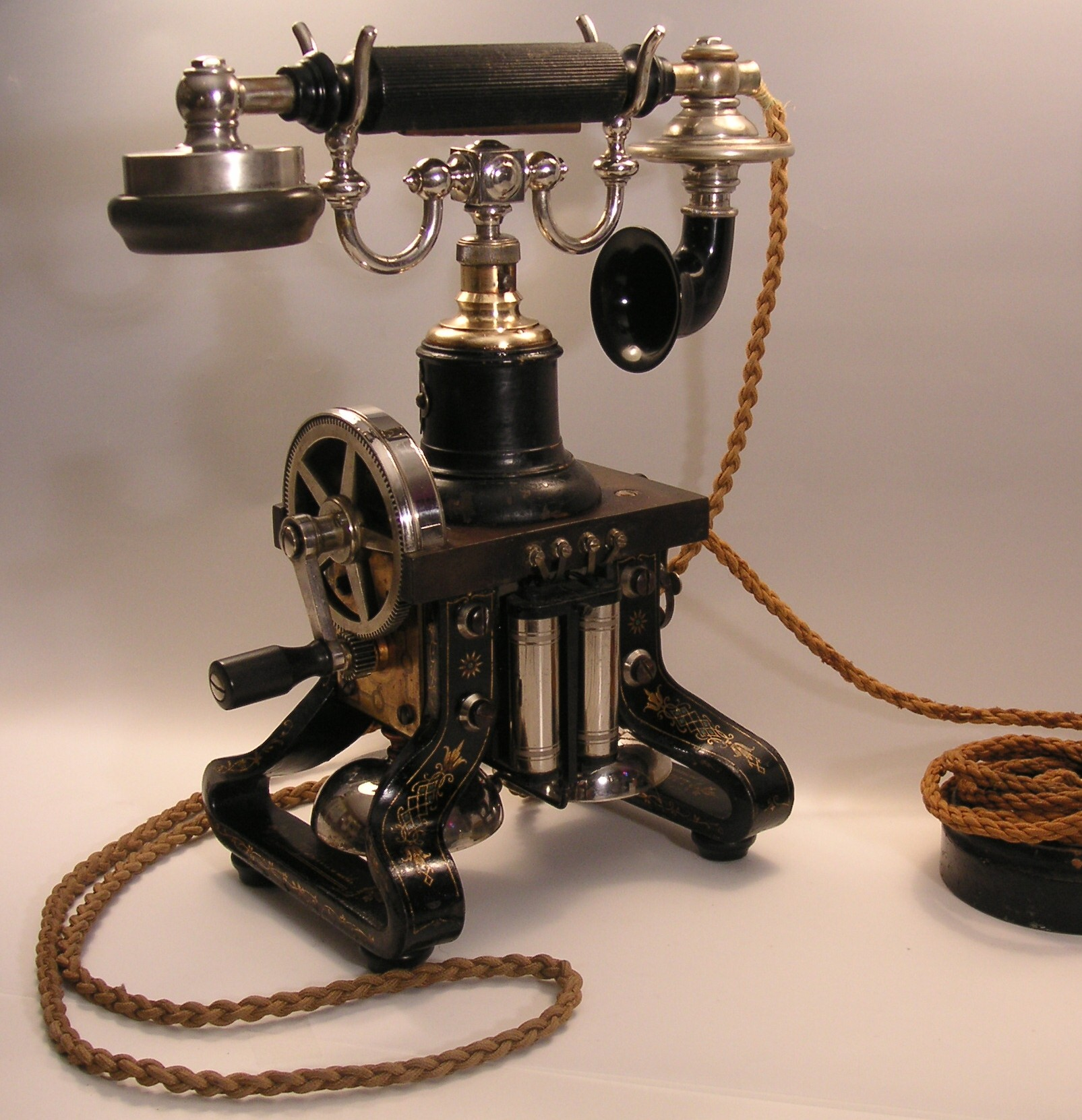
Skelettapparat "taxen"
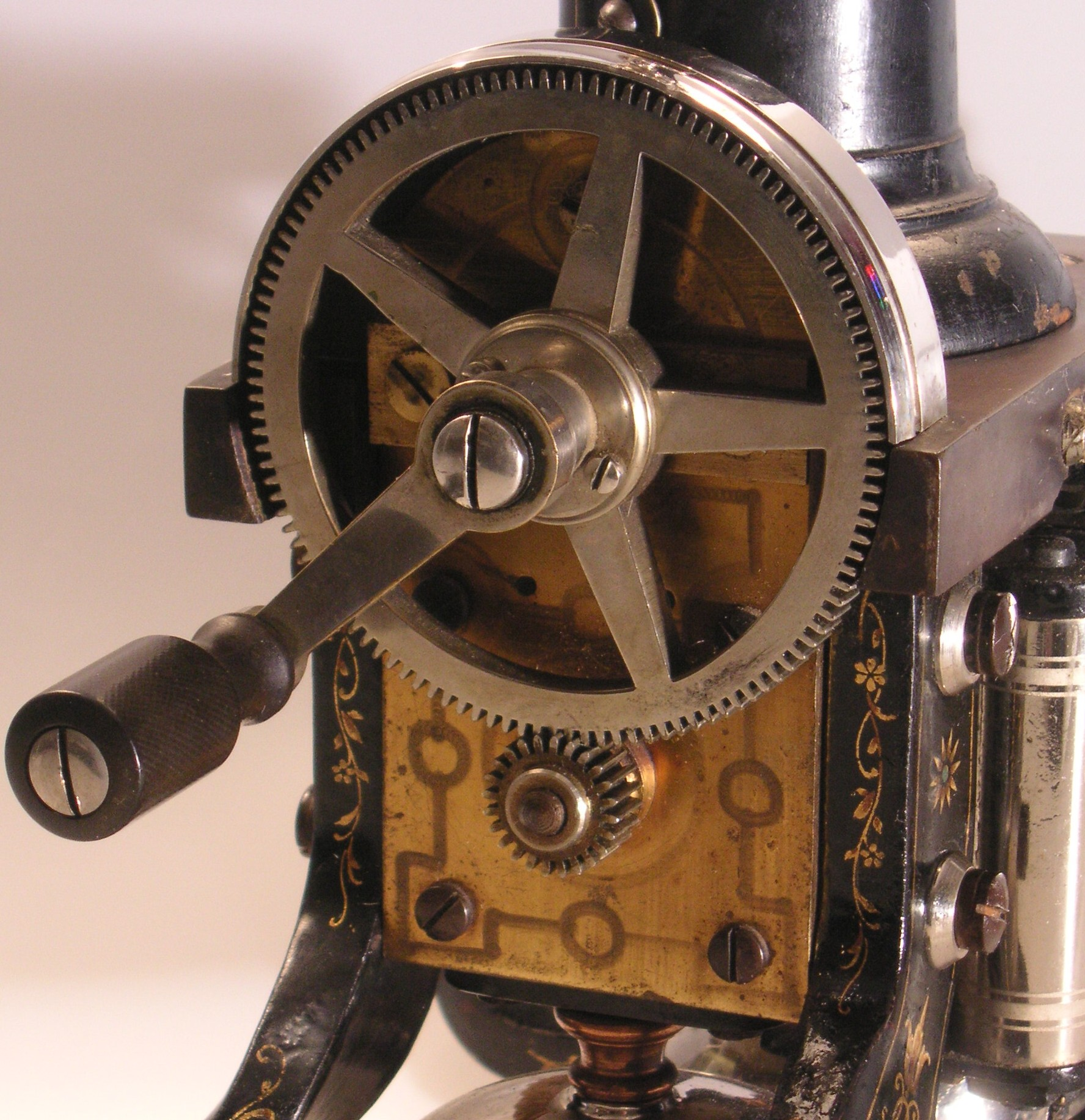
Handveven
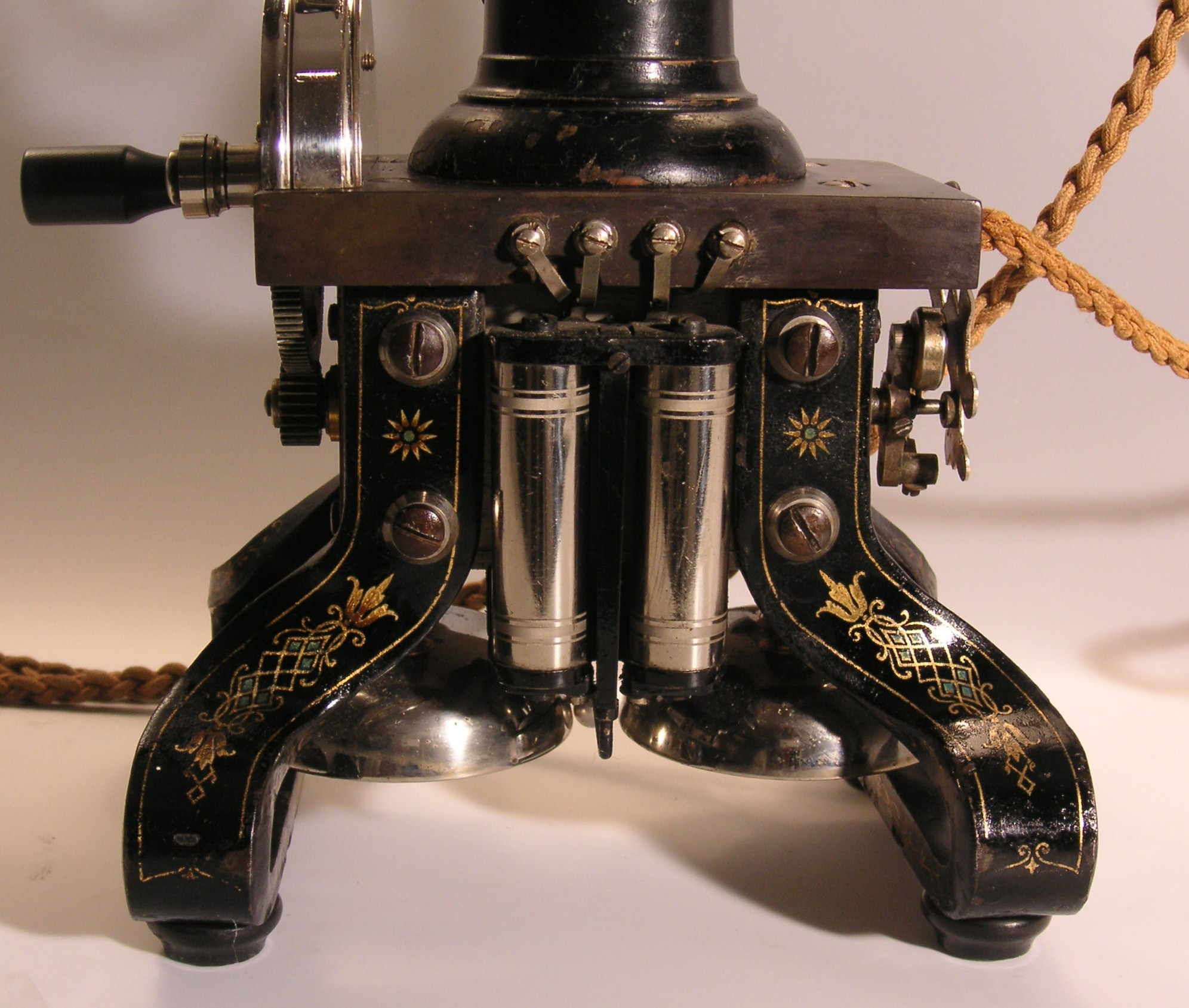
Magnetspolar
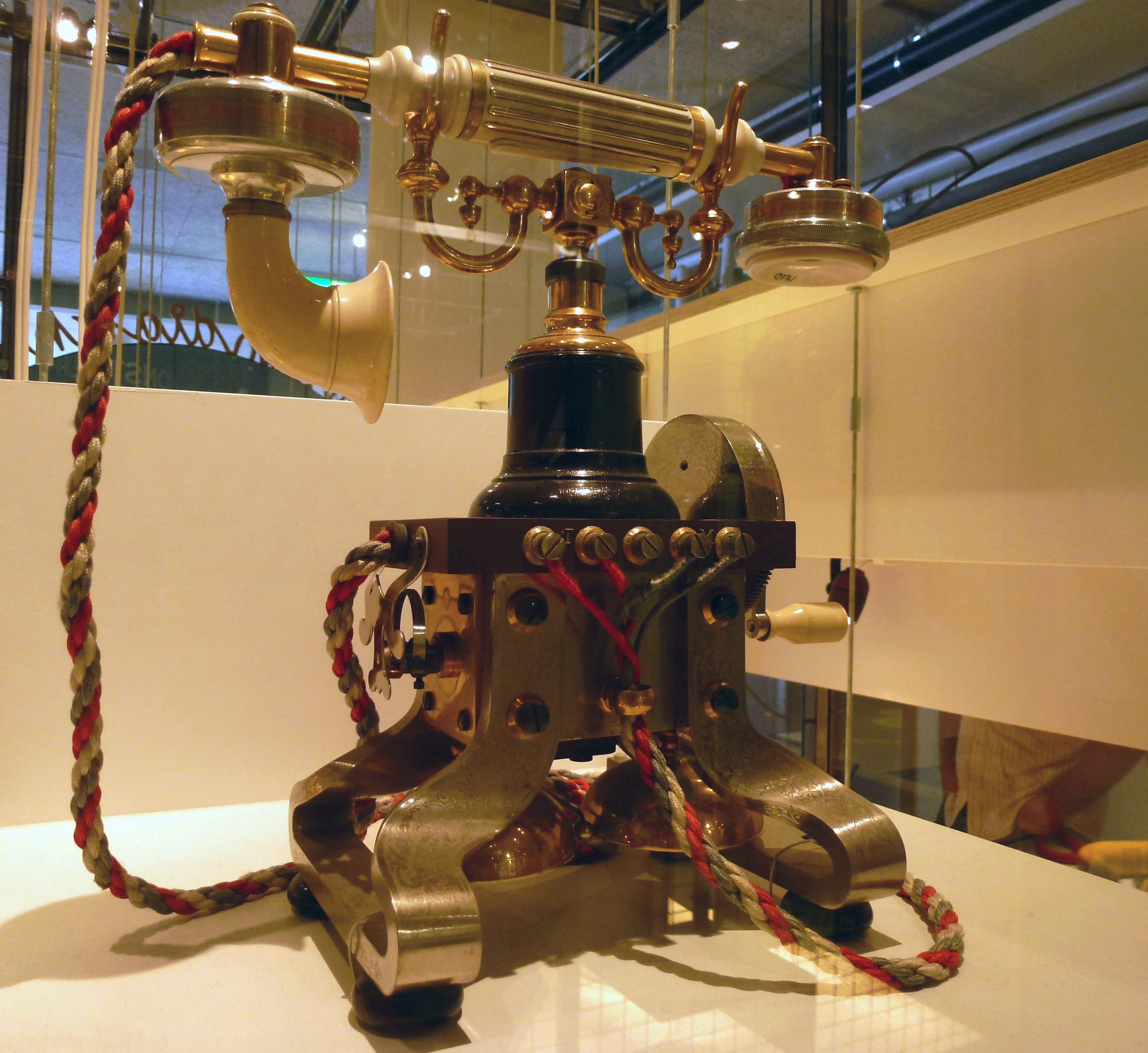
Taxen för tsaren Nikolaj II
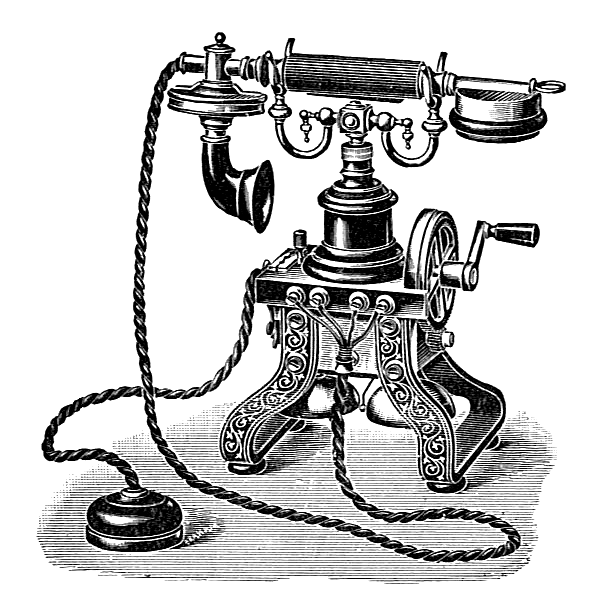
Ritning, 1903